# Зеленоград (культурный центр)
Культурный центр «Зеленоград» (в 1983—2013 годах — Дворец культуры Зеленограда) — крупнейшее учреждение культуры Зеленоградского административного округа города Москвы, образец позднего советского модернизма.

## История
Строительство будущего дворца культуры началось в 1968 году как часть нового общественного центра Зеленограда. Автором проекта стал главный архитектор города Игорь Покровский, в соавторстве с Д. Лисичкиным, Ю. Дмитриевым, Л. Маковской, А. Стискиным и инженером Б. Зархи. Торжественное открытие состоялось 17 апреля 1983 года, после 15 лет строительных работ. 
С 1 июля 1994 года ДК вошёл в систему государственных учреждений культуры Москвы. В 2013 году дворец получил современное название — «Культурный центр „Зеленоград“». В 2023 году он отметил 40-летний юбилей праздничным гала-концертом и ретроспективной выставкой.

## Архитектура
Главной геометрической формой в проекте здания является равносторонний треугольник, он просматривается как во внешних контурах, так и в интерьерах. Фасады облицованы известняком, а пространство вестибюля перекрыто уникальным ячеистым потолком из треугольных «сот». Справа от главного входа в 1985 году была установлена бронзовая скульптура Терпсихоры.
Внутри расположены два зрительных зала — театральный на 800 мест и киноконцертный на 1000 мест, а также студии, мастерские и открытая летняя сцена на 2000 зрителей.

## Деятельность
В центре работают свыше 90 клубных формирований, в которых занимается более 2000 человек. Творческие коллективы успешно выступают на российских и международных тематических фестивалях.
Среди значимых проектов:  
- экологический фестиваль «Экология. Важно. Нужно. Интересно!»;
- выставки-пристройства бездомных животных совместно с ГБУ «Доринвест»;
- благотворительная акция «Добрый Новый год» в поддержку Зеленоградского хосписа и фондов «Старость в радость», «Вера»;
- программа «Московское долголетие» для граждан пожилого возраста.

## Галерея

«Ячеистый» потолок
Винтовая лестница
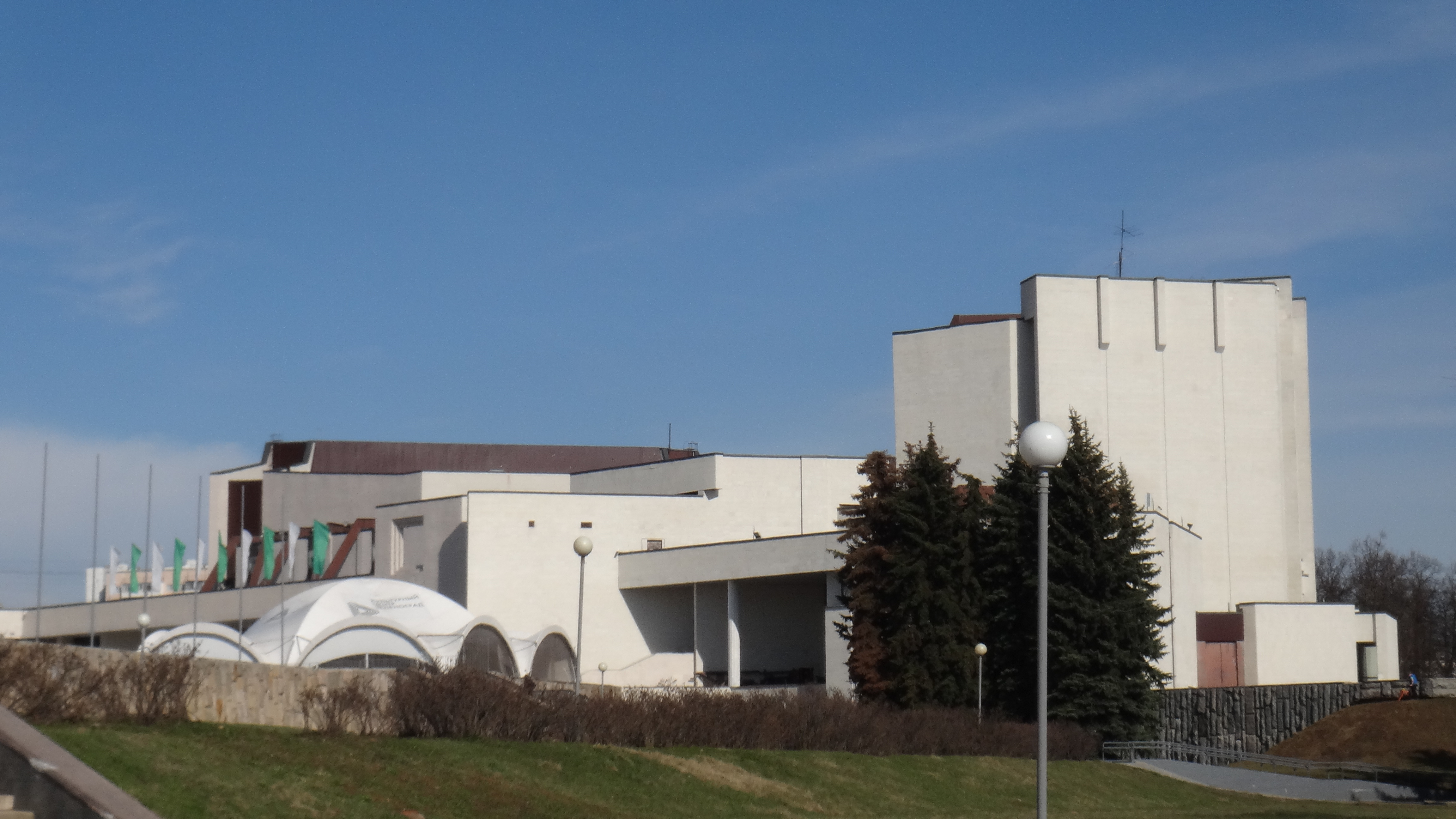
Общий вид из Парка Победы
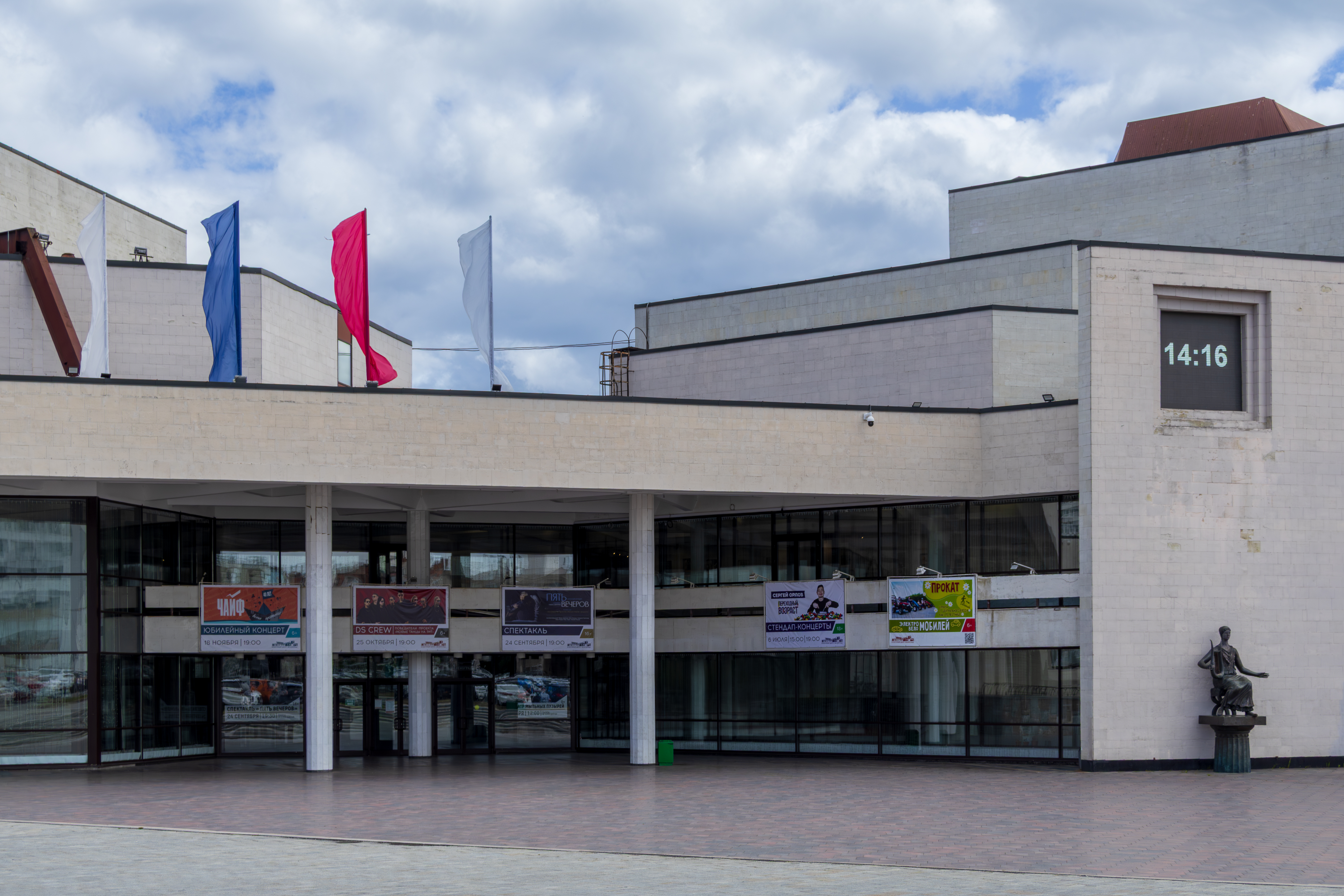
Центральный вход со скульптурой Терпсихоры